# Ludwig Eckhart
Ludwig Eckhart (* 8. März 1890 in Selletitz, Mähren; † 5. Oktober 1938) war ein österreichischer Mathematiker.

## Leben
Eckhart besuchte die Oberrealschule in Znaim, studierte ab 1907 zunächst Bauingenieurwesen an der TH Wien und wechselte nach der 1. Staatsprüfung zur Mathematik mit der Lehramtsprüfung 1912. Danach war er Assistent von Emil Müller am Lehrstuhl für Darstellende Geometrie. Er wurde im Ersten Weltkrieg als Soldat verwundet und promovierte 1919 an der TH Wien (Eine Abbildung linearer Strahlenkomplexe auf die Ebene). Ab 1918 war er Lehrer und gab gleichzeitig Kurse in Darstellender Geometrie an der Universität Wien. 1924 habilitierte er sich in Geometrie an der TH Wien, während er Direktor der Bundeserziehungsanstalt Wien-Breitensee war. 1929 wurde er Professor für Darstellende Geometrie an der TH Wien. Nachdem er 1938 nach dem Anschluss Österreichs amtsenthoben worden war, beging er Suizid.
1937 gab Eckhart das sog. Schnellrissverfahren, das heute Einschneideverfahren genannt wird, an.

## Schriften
- Konstruktive Abbildungsverfahren. Eine Einführung in die neueren Methoden der Darstellenden Geometrie. Wien 1927.
- Der vierdimensionale Raum. Leipzig 1929.